# 拉穆納斯·卡爾包斯基斯
拉穆納斯·卡爾包斯基斯（1969年12月5日—）是一位立陶宛商人、政治家和慈善家。他在1992年畢業於立陶宛農業學院，在1993年創建了自己的公司並使其發展為立陶宛最大的農業集團之一。卡爾包斯基斯自1990年度中期開始從政。他已經結婚並育有二子。